# Continental CD-230
Der Continental CD-230 ist ein Vierzylinderboxerdieselmotor, der vom US-amerikanischen Unternehmen Continental Motors gebaut wird. Der Motor erhielt seine Musterzulassung durch die Federal Aviation Administration am 19. Dezember 2012 unter der offiziellen Bezeichnung TD-300-B. Später wurde der TD-300-C mit einer höheren Dienstgipfelhöhe hinzugefügt.

## Konstruktion und Entwicklung
Im Jahr 2008 ließ der neue Geschäftsführer von Teledyne Continental Rhett Ross verlauten, dass das Unternehmen sehr besorgt über die künftige Versorgung mit AvGas 100LL sei und aufgrund dessen einen Dieselmotor im Bereich von 300 PS (221 kW) entwickeln wolle. Geplant sei eine Musterzulassung im Jahr 2009 oder 2010.
Statt den Motor von Grund auf neu zu entwickeln, entschied Continental, eine bereits vorhandene Konstruktion zu lizenzieren. Details über die Lizenzierung gab das Unternehmen nicht bekannt, aber Luftfahrtzeitschriften haben den Ursprungsmotor als den französischen SMA SR305-230 identifiziert.